# Muertes de perro
Muertes de perro es una novela de Francisco Ayala publicada en 1958. Narra los estertores de la dictadura de Antón Bocanegra mediante la acumulación de perspectivas que proporcionan los documentos de todo tipo acumulados por el cronista Luis Pinedo. Ha conocido numerosas ediciones y ha sido traducida a las principales lenguas.

## Argumento
En un indeterminado país del trópico americano a mediados del siglo XX, Luis Pinedo pretende escribir la crónica del asesinato del dictador Antón Bocanegra y las repercusiones del crimen. Con ese objetivo ha ido recopilando y ordenando documentos y testimonios en torno a la figura de Bocanegra y su círculo de poder. Al principio, la investigación de Pinedo se centra en las memorias autógrafas de Tadeo Requena, secretario y posible hijo natural del dictador. A medida que asistimos al fulgurante ascenso de Requena dentro del aparato gubernamental, vamos conociendo a través de otros textos aportados por Pinedo, a los principales actores de la trama, y se va revelando el clima de corrupción política y moral sobre el que se asentaba el régimen.

## Personajes
- Luis Pinedo, narrador central y autodesignado cronista de los hechos acontecidos en torno al asesinato del presidente Bocanegra.
- Antón Bocanegra, el “Gran Mandón”, antiguo líder del movimiento revolucionario de los Pelaos, gracias al cual llegó al poder; aunque apenas interviene en la novela, su presencia es constante y su influjo determinante en el devenir del resto de personajes.
- Tadeo Requena, secretario particular de Bocanegra, originario de San Cosme como el mismo dictador, de quien se dice puede ser hijo ilegítimo.
- Doña Concha, esposa de Bocanegra y amante de Tadeo Requena; si bien al principio se nos muestra como un personaje menor, conforme avanza la novela su figura adquiere mayor relevancia.
- Lucas Rosales, senador y principal opositor al régimen hasta su asesinato a manos del Chino López.
- María Elena, hija de Lucas Rosales y amiga de infancia de Tadeo Requena.
- Luis Rosales, nombrado ministro de Instrucción Pública tras el asesinato de su hermano; es el mentor, y posterior víctima, de Tadeo Requena.
- Pancho Cortina, jefe de policía y brazo ejecutor del terror instaurado por Bocanegra.

## Estilo
Francisco Ayala recurre a la tradición cervantina para articular Muertes de perro. El personaje narrador, encarnado por Luis Pinedo, dice haber hallado un manuscrito –el diario de Tadeo Requena– a partir del cual seguirá recopilando documentos de variada índole para ir componiendo la trama de la novela. Gracias a la técnica del perspectivismo, el autor muestra diversos puntos de vista sobre los hechos, empleando para ello directamente textos producidos por algunos de los personajes: los informes del embajador, las cartas de María Elena, los artículos de prensa de Camarasa... La variedad de los registros lingüísticos de estos testimonios y documentos testimonian el dominio del estilo por parte del autor. 

## Temática
Ciertos elementos de Muertes de perro (la presencia de un caudillo militar y su ambientación en un país latinoamericano, por ejemplo) han propiciado que la obra se encuadre dentro del subgénero “novela de dictador”. No obstante, han sido varios los críticos –además del propio autor– que defienden que el tema principal apunta en otra dirección: un análisis de la condición humana en determinadas situaciones sociales. Así, afirma José María Merino que "más allá de la pura anécdota y de la crónica distorsionada de un supuesto conflicto en una dictadura caribeña, [Muertes de perro] ofrece una parábola nada complaciente sobre ciertos aspectos de la experiencia social de los seres humanos". En la misma línea, como señala el profesor José-Carlos Mainer:

es el orden humano individual lo que destaca y se hace inolvidable sobre el friso congestionado de lo colectivo. Y es la reacción de esos seres ante el ejercicio del poder (como ya sucedía en los cuentos de Los usurpadores) o ante la tentación de la violencia fácil (como se explicaba en La cabeza del cordero) lo que ocupa un primer plano.

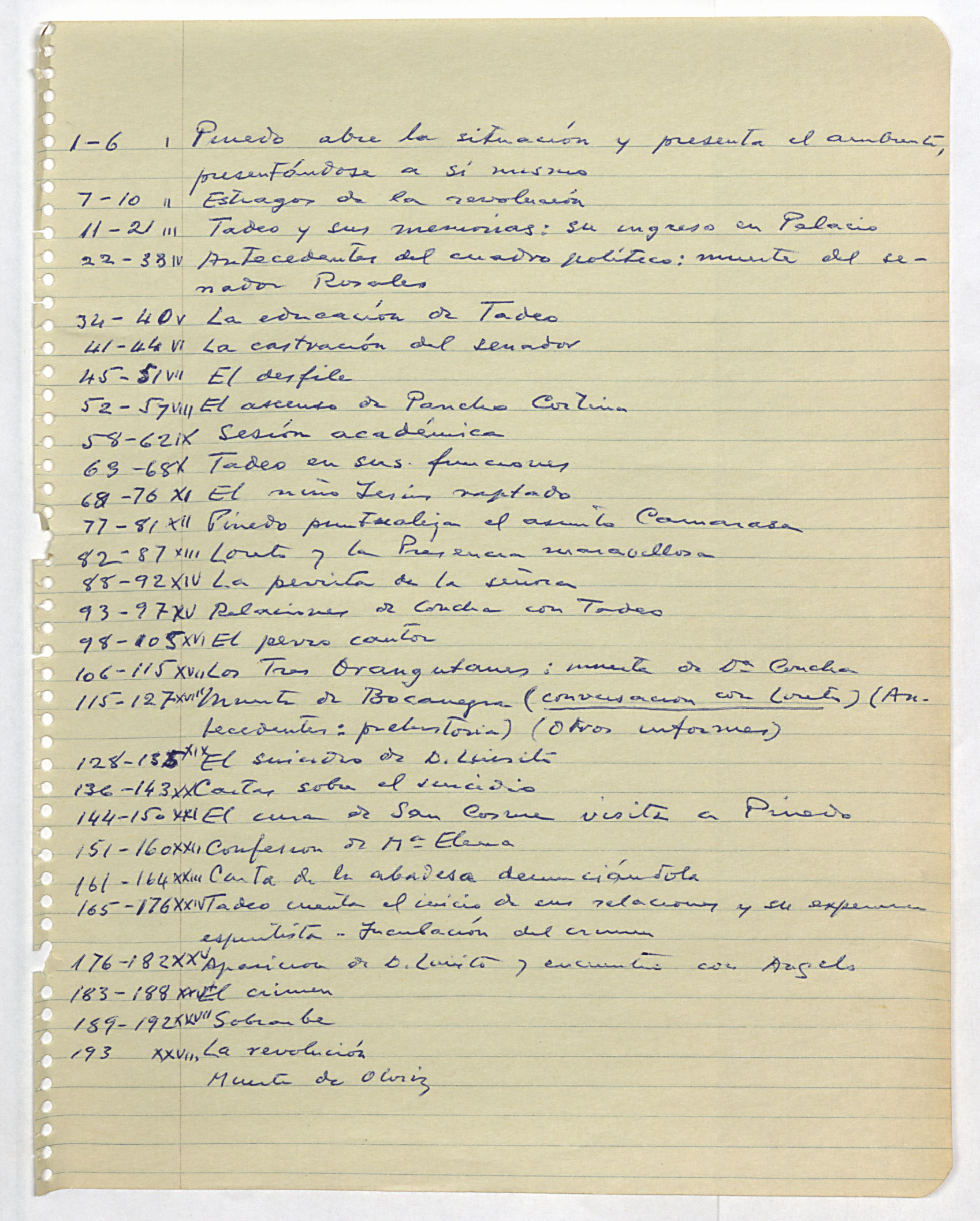
Índice de Muertes de perro escrito a mano por Francisco Ayala.

## Génesis de la obra e historia editorial
La primera noticia de la escritura de Muertes de perro la encontramos en una carta de Ayala a José Ferrater Mora fechada el 16 de noviembre de 1955; en la misiva, escrita desde la Universidad de Princeton –en la que Ayala impartía un curso–, le comenta a Ferrater que dedica su tiempo a dar clases y a escribir “una novela más larga...”. En la misma línea le cuenta a Eduardo Mallea, en carta datada el 31 de diciembre de 1955: “ahora estoy metido en una novela larga, que espero adelantar durante los próximos meses”. Al mes siguiente volvería Ayala a Puerto Rico y no tendremos noticias de la novela hasta la primavera de 1957, también gracias a una carta a Mallea, escrita en esta ocasión desde París: “Continúo trabajando en mi novela, sin prisa, pues mi ritmo es muy lento para la invención literaria, pero ahora también sin cesar”. Sin embargo, y a pesar del ritmo lento de escritura en el que afirma encontrarse, en julio del mismo año le anuncia a Mallea que ya está concluida; por primera vez, encontramos una referencia al que será el título definitivo, a pesar de ciertas reticencias iniciales por parte del propio Ayala: 

Yo, por mi parte, concluí la novela en que estaba trabajando, y se la he enviado a López Llausás. Ha quedado un librito de 200 páginas o poco más; y según suele ocurrir, y quizás sea sano que ocurra, ya no me gusta nada. Tampoco me gusta el título que le he puesto, y tengo la esperanza de que se me ocurra otro antes de que se publique. Vacilé entre “El fondo del vaso” y “Muertes de perro”; y este último me pareció más a tono, sin satisfacerme en absoluto.

En el contrato con la Editorial Sudamericana figura la fecha de 5 de diciembre de 1957. El libro salió a la venta en el mes de junio de 1958 en Buenos Aires. La primera edición en España apareció en la colección El libro de bolsillo de Alianza editorial en 1968. Muertes de perro ha conocido numerosas ediciones y reimpresiones, algunas de ellas con prólogos y textos introductorios: con prólogo de Justo Navarro (Debate, 1990); con introducción y notas de José-Carlos Mainer y estudio de la obra de María Ángeles Naval (Vicens Vives, 1993); y con introducción de Miguel García-Posada y semblanza biográfica de Alberto Cousté (Círculo de Lectores, 1998). Por su parte, Nelson Orringer ha preparado la edición crítica en la colección Letras Hispánicas de Cátedra (1996). Se editó conjuntamente con El fondo del vaso en la colección Austral de Espasa Calpe, con prólogo de Mariano Baquero Goyanes, en 1981 y de nuevo en 1991. Ha quedado recogida en el volumen I, Narrativa (2012), de las obras completas del autor publicadas por Galaxia Gutenberg / Círculo de Lectores. En 2014, la Real Academia Española incluyó Muertes de perro en su colección III Centenario. La edición contó con estudios de José María Merino y Carolyn Richmond. La última edición hasta el momento ha sido la publicada en 2020 en Alianza editorial en un volumen junto con El fondo del vaso.

## Traducciones
- Inglés: Death as a Way of Life, traducción de J. MacLean. Nueva York: MacMillan, 1964; Londres, Michael Joseph, 1965.
- Italiano: Morire da cani, traducción M. Vasta Dazzi. Milán: Longanesi, 1965 / Morti come cani, traducción de E. Minnella. Varese, Macchione Editore, 2007.
- Polaco: Zdechnac jak pies, trad. de H. C. Sliwinski. Cracovia: Wydawnictwo Literackie, 1977.
- Chino: 惨死如狗, traducción de Li Deming. Shangai: Shanghai Translation Publishing House, 1999.
- Francés: Morts de chien, trad. de J. J. Fleury y M. N. Fleury. París: Autrement, 2000.
- Alemán: Wie Hunde sterben, trad. de E. Brandenberger. Zúrich: Manesse, 2006.
- Húngaro: Rút halál, trad. de Andrea Imrei. Budapest: L'Harmattan, 2009.